# Janusz Lewandowski
Janusz Antoni Lewandowski (n. 13 iunie 1951, Lublin, Republica Populară Polonă) este un economist și politician liberal polonez, membru al Parlamentului European în perioada 2004-2009 din partea Poloniei. A fost reales în 2009 în Parlamentul European și din 2010 reprezintă Polonia în Comisia Europeană, deținând funcția de Comisar European pentru Programare financiară și buget .

## Parcurs academic
Janusz Lewandowski a studiat economia la Universitatea din Gdańsk, unde a primit în 1974 licența în economie și în 1984 diploma de doctorat. A predat între 1974 și 1984 la Universitatea din Gdańsk și a ținut de asemenea cursuri la Universitatea Harvard.

## Parcurs politic
A fost între 1980 și 1989 consilier economic al mișcării sindicale anticomuniste Solidaritatea. A fost ministru al privatizării în guvernele Jan Krzysztof Bielecki⁠(d) (1990–1991) și Hanna Suchocka⁠(d) (1992–1993). În această calitate, succesele sale majore au fost întemeierea Bursei din Varșovia⁠(d) și programul de privatizare masivă („Program Powszechnej Prywatyzacji”). Din aprilie 2003 până în aprilie 2004 a fost observator la Parlamentul European. La Alegerile europene din 2004 a fost ales cu 79.879 de voturi în Parlamentul European. În anul 2011 a stârnit rumoare prin declarația că nu crede în ipoteza încălzirii globale provocate de activitatea umană.